# Чэнь Лянъюй
Чэнь Лянъю́й (кит. упр. 陈良宇, пиньинь Chén Liángyǔ, род. 24 октября 1946) — мэр Шанхая (2001—2003), глава Шанхайского горкома КПК (2002—2006). Фигурант громкого коррупционного дела.
Член КПК с апреля 1980 года, кандидат в члены ЦК КПК 15 созыва (с 1997 года), член Политбюро ЦК КПК 16-го созыва (с 2002 года). Исключён из состава Политбюро и ЦК в 2006 году, из рядов КПК в 2007 году.

## Биография
По национальности хань. Родился в Шанхае, но семья происходит из Нинбо провинции Чжэцзян.
Окончил архитектурный факультет Института тыловой инженерии НОАК, где учился в 1963—1968 гг., инженер.
В 1968—1970 годах в рядах НОАК.
С 1970 года работал в Шанхае.
В 1970—1983 работал на Шанхайском машзаводе Pengpu, где в 1983—1984 гг. замдиректор, а также замглавы парткома Шанхайской металлургической и горной машкорпорации.
В 1979-80 обучался в шанхайском Университете Тунцзи.
В 1982-83 обучался в партшколе Бюро № 1 электромашин.
В 1984-85 парторг Шанхайской корпорации электробытовых приборов.
В 1985-87 заместитель, начальник пенсионного бюро Шанхайского горкома КПК.
В 1987-92 глава шанхайского района Хуанпу и замглавы райкома КПК.
С января по сентябрь 1992 года учился в Колледже государственной политики Бирмингемского университета (Великобритания).
С 1992 года замглавы Шанхайского горкома КПК, одновременно с 1996 года вице-мэр Шанхая.
В 2001—2003 гг. мэр Шанхая, с октября 2002 г. по сентябрь 2006 г. глава Шанхайского горкома КПК.
Отмечалось, что будучи избран в Политбюро, он противостоял там генсеку ЦК КПК Ху Цзиньтао.
В качестве примера его разногласий с генсеком ЦК КПК приводили то, что Чэнь выступал за наращивание инвестиционной активности в Шанхае, в то время как Ху Цзиньтао указывал о необходимости бороться с перегревом экономики и усиливать социальные гарантии народа. (Александр Габуев отмечал, что именно шанхайцы считались сторонниками ускорения темпов роста китайской экономики, тогда как Ху Цзиньтао и его сторонники опасались последствий этого и выступали за снижение темпов роста экономики.)

### Опала
Чэнь Лянъюй был смещен со всех постов в сентябре 2006 года, после того, как была проведена проверка по публикации в газете People’s Daily, которая 11 августа 2006 года она опубликовала информацию о растрате около 3,2 миллиарда юаней (404 миллиона долларов) из пенсионных фондов Шанхая. Также сообщалось, что дело Чэнь Ляньюя попало в поле зрения правоохранительных органов в рамках широкомасштабной кампании в Китае по борьбе с коррупцией во всех органах власти.
На состоявшемся в сентябре 2006 года совещании Политбюро ЦК КПК был рассмотрен доклад Центральной комиссии КПК по проверке дисциплины (ЦКПД) о результатах первоначального расследования Чэнь Лянъюя, он был обвинен в коррупции, освобождён от должности главы Шанхайского горкома и выведен из состава Политбюро и ЦК КПК.
К моменту своего низложения Чэнь Лянъюй стал самым высокопоставленным китайским партийным функционером, уволенным после прихода к власти на XVI съезде КПК в 2002 году четвёртого поколения руководителей КНР во главе с Ху Цзиньтао.
Его дело сразу вызвало большой общественный резонанс.
Агентство «Синьхуа» включило его арест в список «десяти важнейших событий в процессе строительства демократии в Китае».
С тем, что он занимал весьма высокие должности главы горкома важного города Шанхай и являлся членом высшего партийного синклита Политбюро, его низложение сразу вызвало разговоры о происшедшем в свете борьбы за власть.
Отстранение Чэнь Лянъюя рассматривалось как удар по так называемой Шанхайской клике в КПК, к которой его причисляли.
«Чэнь Лянъюй был не просто рядовым секретарем горкома, а являлся одним из видных лидеров шанхайского клана», — отмечал Александр Габуев.
В июле 2007 года был исключён из партии решением ПБ ЦК КПК, уволен с госслужбы и передан судебным органам.
7-й Пленум ЦК КПК 16-го созыва состоявшийся в октябре 2007 года утвердил решение об исключении Чэнь Лянъюя из рядов КПК, принятое Политбюро ЦК КПК.
В марте 2008 года начался судебный процесс.
В начале апреля 2008 года приговорён к 18 годам тюремного заключения и штрафу в 300 тыс. юаней (около 43 тыс. долл.) за коррупцию и злоупотребление властью.
Суд города Цзяньцзин постановил также конфисковать банковские вклады Чэнь Люньюя на сумму 300 тысяч юаней (около 38 тысяч долларов). Чэнь Ляньюй был признан виновным в вымогательстве или получении взяток от организаций и частных лиц на общую сумму более 2,39 миллиона юаней (свыше 300 тысяч долларов). Как сообщеало Xinhua, сразу после начала следствия по его делу Чэнь Ляньюй дал указание членам своей семьи вернуть все незаконно полученные деньги.
Согласно судебному заключению, с 1988 по 2006 год Чэнь Ляньюй, пользуясь своим служебным положением в качестве главы шанхайского района Хуанпу, вице-мэра, а затем мэра Шанхая, а также замсекретаря и секретаря шанхайского горкома партии, под видом различных финансовых субсидий и компенсаций переводил бюджетные средства в пользу компании Shanghai New Huangpu Group Company и местного футбольного клуба Shanghai Shenhua Football Club, а также занимался махинациями с недвижимостью.
В том же месяце Чэнь Лянъюй согласился с решением суда и не воспользовался возможностью подать апелляцию.
«Приговор показал решимость и способность ЦК бороться с червями, проникшими в тело партии, невзирая на личности и должности», — отмечало информагентство «Синьхуа».
Как отмечал Александр Ломанов: обычным приговором за крупные экономические преступления в Китае является смертная казнь. Но «поскольку Чэнь выразил раскаяние и вернул все, что было нажито незаконно, суд проявил снисхождение и вынес приговор в соответствии с законом». Эксперты полагают, что мягкость приговора связана с тем, что Чэнь был среди приближенных бывшего китайского лидера Цзян Цзэминя.
Александр Габуев весной 2008 года указывал дело Чэня как «самое громкое коррупционное дело последнего десятилетия». По мнению Габуева, оно означало разгром шанхайского клана. Габуев также отмечал, что Чэнь Лянъюй стал самым высокопоставленным китайским партийцем, посаженным за взяточничество с 1995 года — когда арестовали секретаря пекинского парткома Чэнь Ситуна (в 1998 году его приговорили к 15 годам). По утверждению Габуева, будучи членом Политбюро 16-го созыва, Лянъюй рассматривался как возможный преемник Ху Цзиньтао.